# Manuel Paleólogo (hijo de Miguel IX)
Manuel Paleólogo (en griego: Μανουήλ Παλαιολόγος, c. 1297 - septiembre de 1320) fue un príncipe bizantino, hijo menor del emperador bizantino Miguel IX Paleólogo y su segunda esposa María.
Su padre era hijo y coemperador menor del emperador Andrónico II Paleólogo, y su madre era la princesa húngara Ana de Hungría, hija del rey Esteban V de Hungría. Manuel fue el segundo hijo varón de la familia, nacido después de su hermano Andrónico, quien nació el 25 de marzo de 1297. Como hijo de un emperador reinante, recibió el título de déspota.
Manuel murió en septiembre de 1320. Según la versión más común de su muerte, fue asesinado por error por soldados que dejó su hermano afuera de la casa de su amante, de quien sospechaba de infidelidad. El celoso Andrónico ordenó a sus hombres matar a cualquier hombre que intentara entrar a la casa de la mujer en mitad de la noche. El único que intentó entrar a su casa por la noche fue Manuel, pero los soldados no lo reconocieron y lo mataron. Según Georg Ostrogorski, la historia oculta un drama familiar en el que una aventura amorosa condujo a un escándalo entre los dos hermanos, durante el cual Manuel probablemente fue asesinado. Manuel Phil compuso un epitafio para el funeral del príncipe asesinado. El asesinato desencadenó una serie de trágicos acontecimientos en la dinastía Paleólogo. Poco después, el 12 de octubre de ese mismo año, su padre, Miguel IX Paleólogo, falleció en Tesalónica, incapaz de soportar la noticia de la muerte de su hijo. El emperador Andrónico II Paleólogo responsabilizó a su nieto Andrónico de estas tragedias y lo despojó del trono, lo que finalmente desencadenó una guerra civil entre su abuelo y su nieto en 1321.